# Kowery
Kowery (ukr. Ков'ярі, Kowjari) – wieś na Ukrainie w rejonie lwowskim (wcześniej w rejonie pustomyckim) obwodu lwowskiego.